# Chartreuse de Gripsholm
La chartreuse de Gripsholm ou chartreuse de la Paix-de-Marie (latin : Monasterium Pacis Mariae) ou de la Paix-Notre-Dame était un ancien monastère fondée en 1493, à Mariefred, auquel il a donné son nom, au bord du lac Mälaren, en Suède. C'était le seul monastère chartreux de Scandinavie et l'un des derniers monastères établis en Suède avant la Réforme.

## Histoire

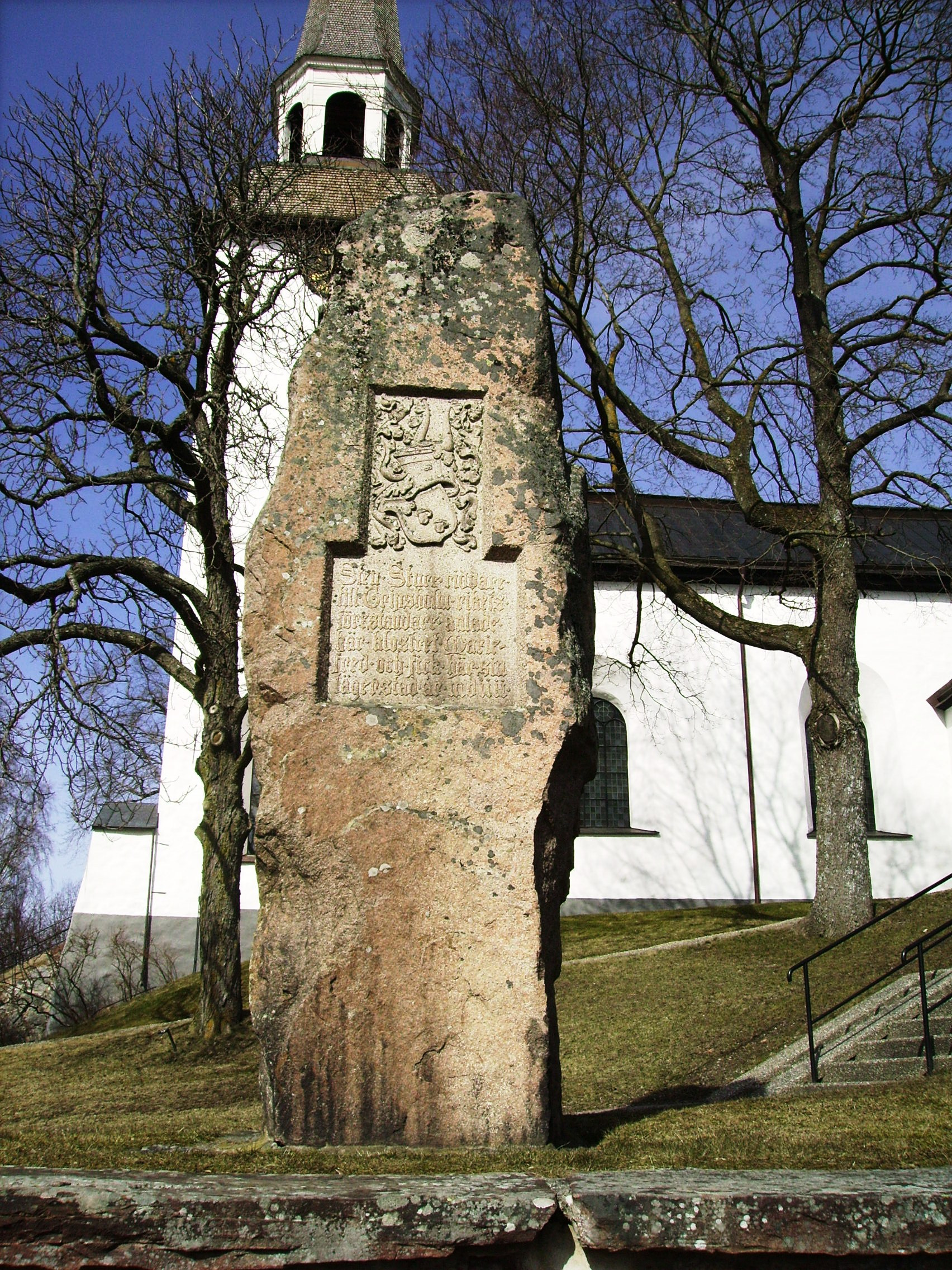
La pierre Sture devant l'église de Mariefred, érigée en 1905, sur le terrain de l'ancien monastère. Sten Sture, chevalier de Gripsholm, chef du royaume, a fondé le monastère Mariefred ici en 1504.

En 1493, à l'initiative de la chartreuse de Gdańsk, Jakob Ulvsson, archevêque d'Uppsala, et Kort Rogge (sv), évêque de Strängnäs, œuvrent pour établir l'ordre des chartreux, en Suède. À la demande de Sten Sture, régent de Suède, les moines Fikke Dyssin (vicaire) et Johannes Sanderi (procureur), ainsi que deux frères laïcs, de la chartreuse de Marienhe près de Rostock, viennent en Suède pour une réunion avec le Riksråd. Plus tard cette année-là, Sten Sture inféode le domaine de Gripsholm dans le Södermanland aux chartreux, et en 1502, leur donne d'autres terres aux alentours.
Les religieux viennent de Rostock en 1491. La fondation est incorporée à l'ordre des chartreux en 1499. Le monastère est construit sur les hauteurs où se trouve aujourd'hui l'église de Mariefried (sv).
En 1498, les frères lais installent une presse à imprimer. Le seul livre connu de cette imprimerie est un ouvrage d'Alain de la Roche, pour développer la dévotion au rosaire, qui a pour titre : De l'immense et ineffable dignité et utilité du psautier de la très haute et très pure Marie, toujours vierge,  distribuée à travers toute l'Europe et qui a un effet puissant sur la vie de dévotion de la fin de la période médiévale. 
L'église du monastère est inaugurée le 15 février 1504. 
En 1526, le roi Gustave Ier Vasa, gagné au luthéranisme, décrète la suppression, expulse les moines, et la chartreuse est démolie presque aussitôt pour la construction du château de Gripsholm. 
L'église de Mariefred est construite dans les années 1620 sur les ruines de la chartreuse, près du château de Gripsholm .
Aujourd’hui, Il ne reste pratiquement plus aucune trace des bâtiments monastiques. Une cave et quelques traces de murs ont été découvertes au sud de l'église. Une petite collection de pierres découvertes lors des fouilles dans le parc du monastère se trouve dans le clocher de l'église.

## Prieurs et moines notables
Le prieur est le supérieur d'une chartreuse, élu par ses comprofès ou désigné par les supérieurs majeurs.
- Hermann (†1496), profès de Hildesheim.
- Thierri Puerides, profès de Rostock (1504).
- Wessel (†1505)
- Jacques (†1537), qui fut aussi prieur de Świdwin